# Nagybörzsöny
Nagybörzsöny (németül: Deutschpilsen) község Pest vármegyében, a Szobi járásban. Lakossága 562 fő (2024. jan. 1.).

## Földrajz
Nagybörzsöny a Börzsönyi-peremhegység nyugati peremén, a Börzsöny-patak partján található. Közigazgatási területe nyugaton az Ipolyig terjed, ebbe folyik - már Vámosmikolánál - a Börzsöny is, keleten pedig mélyen benyúlik a Börzsöny erdei közé. Területének csaknem háromnegyede a Duna–Ipoly Nemzeti Parkhoz tartozik.
Északról Vámosmikola, északkeletről Perőcsény, keletről Szokolya, délkeletről Kóspallag, délről Márianosztra, délnyugatról Ipolytölgyes és (igen rövid szakaszon) Letkés, nyugatról pedig Ipolyszalka községekkel határos. Nyugati határát (mely egyben államhatár is Szlovákia felé) az Ipoly alkotja. Keleti határa a Nagy-Pogány-hegy (630 m) – Nagy-Inóc (826 m) – Kis-Inóc (683 m) – Nagy Sas-hegy (608 m) vonalat követi.
A község területe 2003. január 1. óta 50,69 km² (korábban 50,66 km² volt).
Külterületi településrészei:
- Ganádpuszta
- Káposztásrét
- Kisirtáspuszta
- Nagyirtáspuszta[4]

## Történelem
A falu neve az Árpád-korban Bersen, Belsun (lásd Berzseny, Börzsöny) volt. 1700 után német telepesek érkezésekor – több helyen – Deutsch-Pilsen néven szerepel. Mai nevét a 20. század eleji közigazgatási átrendezéskor kapta, 1908 óta használja, korábban Börzsönynek nevezték.
A települést magyar jobbágyok mellett német bányászok lakták, akik valószínűleg II. Géza idején, a 12. században érkeztek ide.

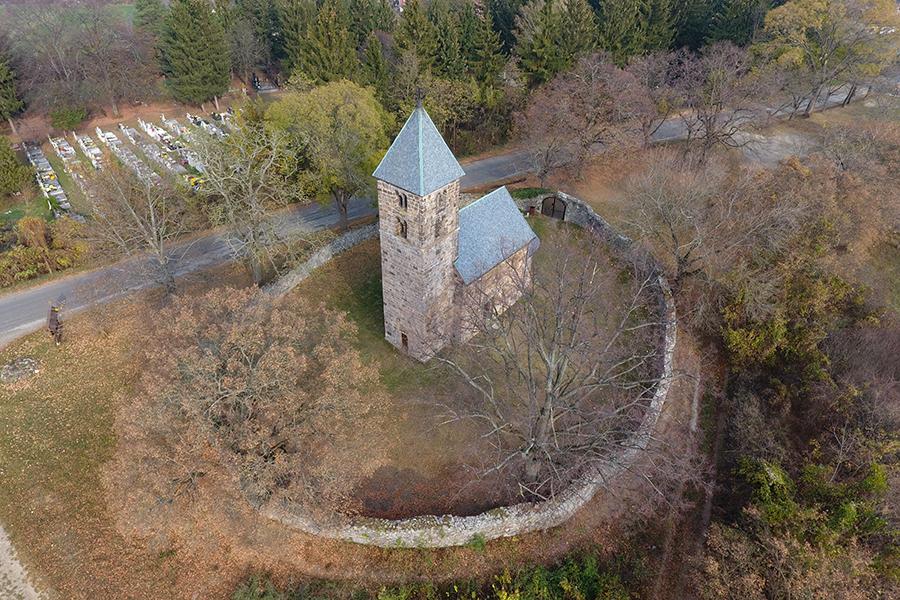
Nagybörzsöny, Szent István templom – légi fotó

A község 14. századtól bányatelepülés volt, gazdag arany-, ezüst-, vasérc-, ólom- és kénkészlettel rendelkezett. A település ezüstbányájáról 1312-ből van írásos feljegyzés. A falu a török hódoltság idején sem néptelenedett el, végig lakott volt. A bányászat azonban megszűnt, csak a 17. század végén indult újra, és a 18. századig megmaradt, akkor a készletek kimerülése miatt átmenetileg ismét megszűnt. 1846-ban, majd 1913-ban és 1933-ban ismét kísérletet tettek a nemesfém ércek termelésére. 1949-ben újranyitották a Rózsa, a Ludmilla és a Fagyosasszony nevű tárókat, és egy mélyebben létesített táróval alávájták az ércesedést. Az ismételt kutatások az 1990-es években zárultak azzal, hogy az ércesedés (többek között) 4 tonna aranyat tartalmaz, melyre koncesszió adható, ami környezetvédelmi megfontolások alapján kis valószínűségű.
Vályi András szerint: Börsöny. Berczen. Mező Város Hont Vármegyében, németül Pilsen, földes Ura az Esztergomi Érsekség, régi Szász helység, németül beszélnek, de hibásan, többi lakosai tótok, katolikusok, és evangelikusok, hajdan bánya város vólt... A háborús időkben sok viszontagságokat szenyvedett, fekvése hegyes, és erdős helyen esik, határja mindenféle vadakkal bővelkedik, legelője elég, s mind a kétféle fája van, söt fa edényeket is készítenek némelly lakosok, nagy szőlő hegye középszerű bort terem, nem meszsze esik piatza Esztergom, és Vácz Városokban, első Osztálybéli.
Fényes Elek szerint: Börzsön (Leich-Pilsen), német-tót-magyar mező-város, Honth vármegyében, Esztergomhoz 2 mfd-nyire, 752 kath., 727 evang. lakos. Kath. és evang. anya-templomok. Több csinos paraszt házak és urasági épületek. Hegyektől körülvétetett s át-szaggatott határja nagy kiterjedésü, földjei erős mivelést kivánnak, szőlőhegye legnagyobb az egész megyében, de a bornak nem a javát termi, makkos erdeje gyönyörű. Régenten bányákat mivelt. F. u. az esztergomi érsek.
A 18-19. században az esztergomi érsekség birtokában levő mezőváros volt. A 16. században protestáns hitre tért lakói 1710-ben templom nélkül maradtak és csak II. József türelmi rendeletei tették lehetővé az 1780-as években az evangélikus templom felépítését, melyhez a hívők átengedték telkeik patak felőli végét. Ez a templom a Börzsönyt 1844-ben sújtó tűzvészben pusztult el.
Nagybörzsöny közeléből származott az az ércdarab, amelyben Kitaibel Pál 1789-ben elkülönítette a tellúr kémiai elemet. (A felfedezést azonban Müller Ferenc Józsefnek engedte át, aki néhány évvel korábban már elkülönített tellúrt.)
Nagybörzsöny 1923-ig Hont vármegyéhez tartozott, 1923 és 1938 között Nógrád és Hont k.e.e. vármegyéhez, 1938 és 1945 között Bars és Hont k.e.e. vármegyéhez, 1945 és 1950 között Nógrád-Hont vármegyéhez tartozott, és az 1950-es megyerendezéskor csatolták Pest megyéhez.

## Közélete

### Polgármesterei
- 1990–1994: Kempf Gyula (független)[7]
- 1994–1998: Frey Lajos (független)[8]
- 1998–2002: Frey Lajos (független)[9]
- 2002–2006: Kempf Gyula (független)[10]
- 2006–2007: Kempf Gyula (független)[11]
- 2008–2010: Batizi Zoltán (független)[12]
- 2010–2014: Antal Gyuláné (független)[13]
- 2014–2019: Antal Gyuláné (független)[14]
- 2019–2024: Paulik Oszkár (független)[15]
- 2024– : Schmidt Viktor (független)[1]

A településen 2008. március 2-án időközi polgármester-választást tartottak, az előző képviselő-testület önfeloszlatása miatt. A polgármesteri posztért aránylag sok, öt jelölt indult, de a korábbi faluvezető nem volt köztük; a végső győztes egymaga is megszerezte a szavazatok abszolút többségét.

## Népesség
Nagybörzsönynek 562 lakosa van. 
A település népességének változása:
| Lakosok száma | 744  | 722  | 676  | 639  | 567  | 577  | 562  |
|               | 2013 | 2014 | 2018 | 2021 | 2022 | 2023 | 2024 |

A 2001-es népszámláláskor lakónépessége 880 fő volt, lakásainak száma 352. A lakosság 8,8 %-a vallotta magát cigány, 8 %-a pedig német nemzetiségűnek. A lakosság 57,5 %-a római katolikus, 27,2 %-a evangélikus, 5,7 %-a pedig református vallású volt.
A 2011-es népszámlálás során a lakosok 70,7%-a magyarnak, 7,3% cigánynak, 9,9% németnek, 0,3% románnak mondta magát (29,2% nem nyilatkozott; a kettős identitások miatt a végösszeg nagyobb lehet 100%-nál). A vallási megoszlás a következő volt: római katolikus 44,1%, református 3,1%, evangélikus 18,8%, felekezeten kívüli 4% (29,7% nem nyilatkozott). A községben cigány és német kisebbségi önkormányzat működik.
2022-ben a lakosság 85,7%-a vallotta magát magyarnak, 8,3% németnek, 5,5% cigánynak, 0,4% szlováknak, 0,2-0,2% görögnek, bolgárnak és románnak, 3,2% egyéb, nem hazai nemzetiségűnek (14,1% nem nyilatkozott; a kettős identitások miatt a végösszeg nagyobb lehet 100%-nál). Vallásuk szerint 35,4% volt római katolikus, 13,4% evangélikus, 3% református, 1,4% görög katolikus, 0,2% izraelita, 0,2% ortodox, 0,7% egyéb keresztény, 0,7% egyéb katolikus, 6,7% felekezeten kívüli (37,9% nem válaszolt).

## Gazdaság
A község gazdasági életében fontos szerepet játszik az idegenforgalom. A látogatókat részben Nagybörzsöny történelmi múltjának emlékei, részben pedig a Börzsöny természeti szépségei vonzzák ide. Nagybörzsönyből hét jelzett turistaút vezet a Börzsöny belseje felé.
A Börzsöny nyugati lejtőin hagyományosan nagy jelentőségű a bogyós gyümölcsök termesztése, melyeknek feldolgozására Ganádpusztán gyümölcsborokat előállító üzem működik. Említésre méltó a község háziipara (lekvár- és szörpkészítés, kosárfonás, szőnyegszövés) is.

## Közlekedés
Nagybörzsöny közúton a Szob-Parassapuszta között vezető Ipoly-völgyi útról (1201-es út) Ganádpusztánál leágazó 4 kilométer hosszú, 12 112-es számú bekötőúton közelíthető meg. Nagyirtáspusztát Kóspallaggal köti össze országút, de erdészeti úton Nagybörzsönnyel is összeköttetésben áll.

## Nevezetességek és látnivalók

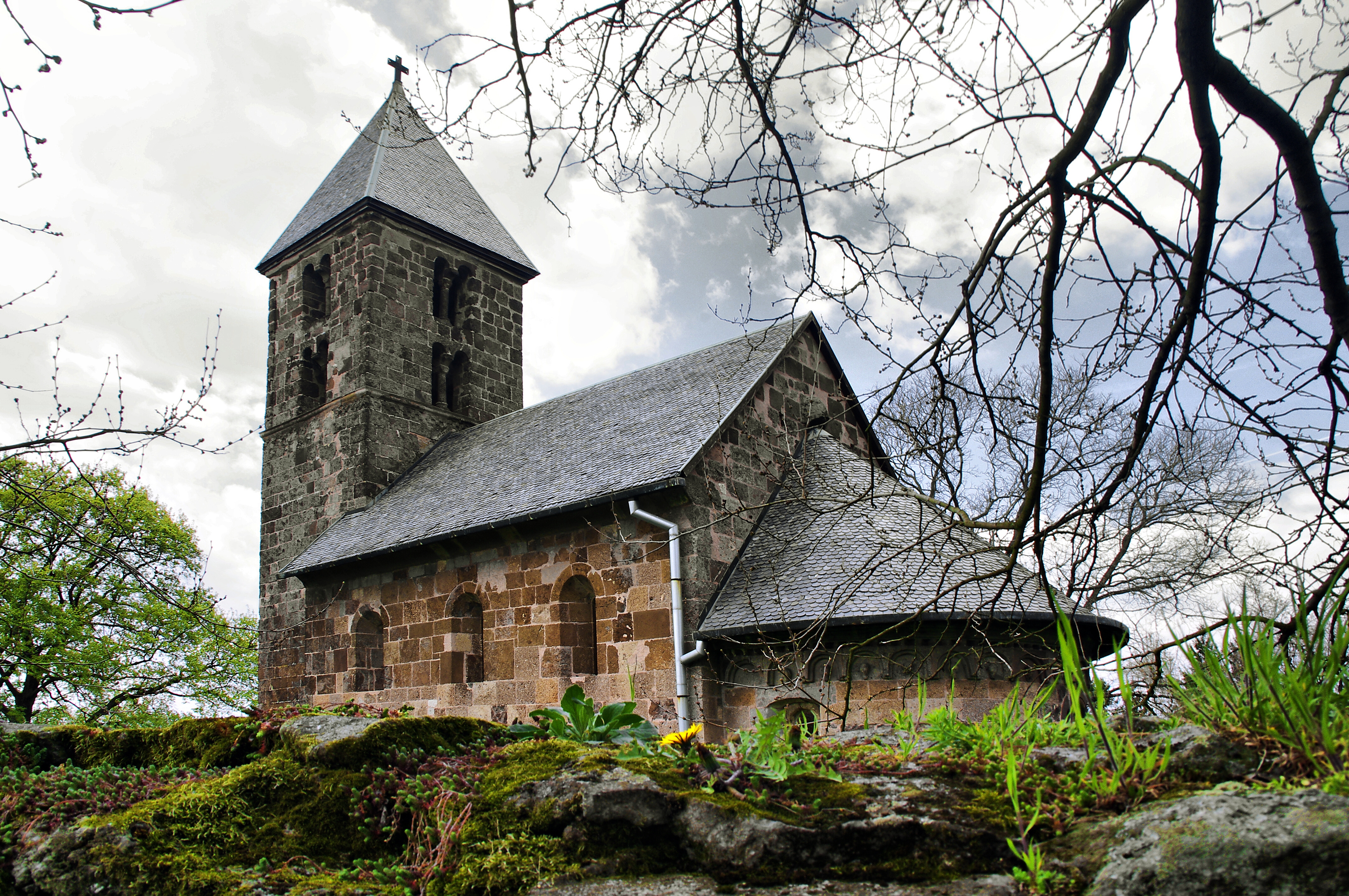
A Szent István-templom

- A Szent István-templom román stílusban, vakolatlan kváderkövekből épült, valószínűleg a 13. század első felében. Az építményt kőfal veszi körül.
- A Szent Miklós-templom barokk stílusban épült 1782-1788 között.
- A Fájdalmas Szűznek szentelt Bányásztemplom gótikus stílusban épült a 14. század első felében. A török hódoltság idején protestáns templom lett. 1710-ben visszakerült a katolikusokhoz majd 1788-ig volt Börzsöny plébániatemploma.[21] A Bányásztemplom udvarában áll a római katolikus plébániaház támpilléres, tornácos épülete, ami 1754-ben épült barokk stílusban.[22]
- Evangélikus temploma klasszicista stílusban épült 1847 és 1852 között Belcsák Károly tervei alapján az 1844-es tűzvészben leégett templom helyére. Oltárképét 1851-ben festette Pesky József, legrégebbi harangja 1857-ből való. Színes üvegablakait 1952-ben készítették. Falán 2007-ben helyezték el a kitelepítettek és a kényszermunkára hurcolt nagybörzsönyiek emléktábláját.[23]
- A Tájház egy 17. századi épületben (a egykori bányagazda házában) kapott helyet és többek között a helyi bányászat, bortermelés és kézművesség történetét is bemutatja.[24]
- Az 1851-ben épült Antal-féle vízimalom ipari műemlék. A 20. század első felében még négy vízimalom működött a Börzsönyi-patakon, az egyedüliként fennmaradt Antal-malomban malomipari kiállítást rendeztek be.[25]
- Szob–Nagybörzsöny erdei vasút – az 1908-ban megnyitott erdei vasutat 1992-ig használták gazdasági célokra. 2002-ben újra megnyitották idegenforgalmi célokra.
- 2008. május 1. óta látogatható Nagybörzsönyben a szépművészeti fafaragások állandó kiállítása.[26]
- A község főterén, a Hunyadi téren állnak az első világháború 76, valamint a második világháború 74 nagybörzsönyi áldozatának emlékművei.[27]

## Érdekesség
Itt forgatták 1983-ban Bacsó Péter Te rongyos élet című filmjének legtöbb jelenetét.

## Képgaléria

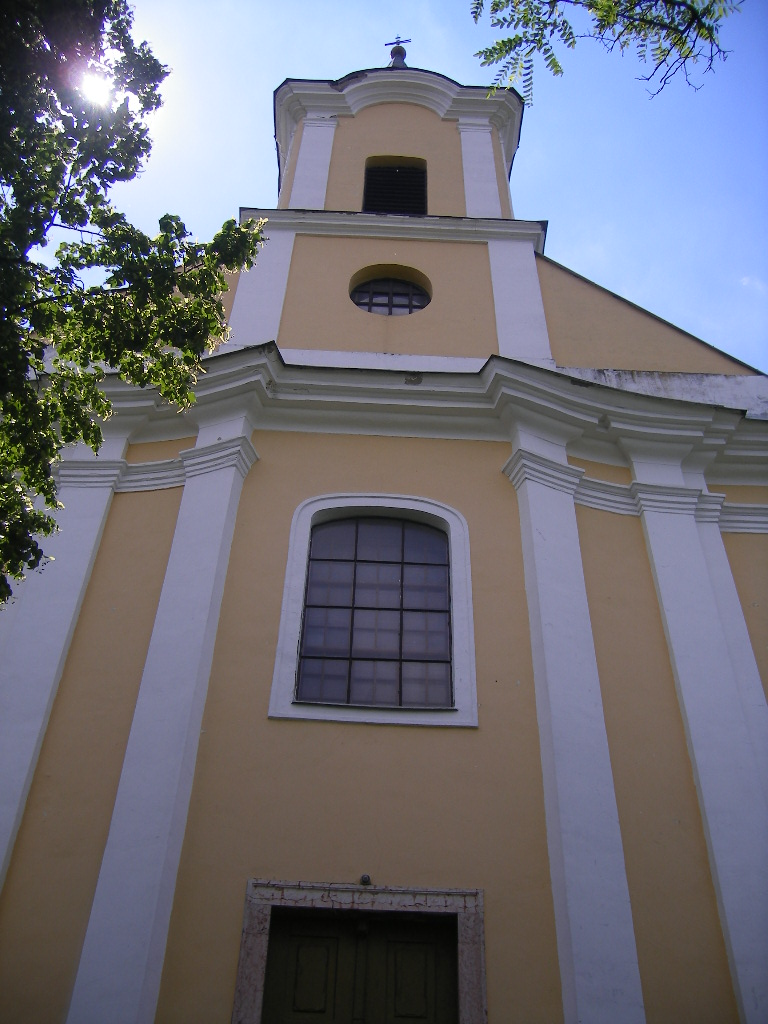
A Szent Miklós-templom
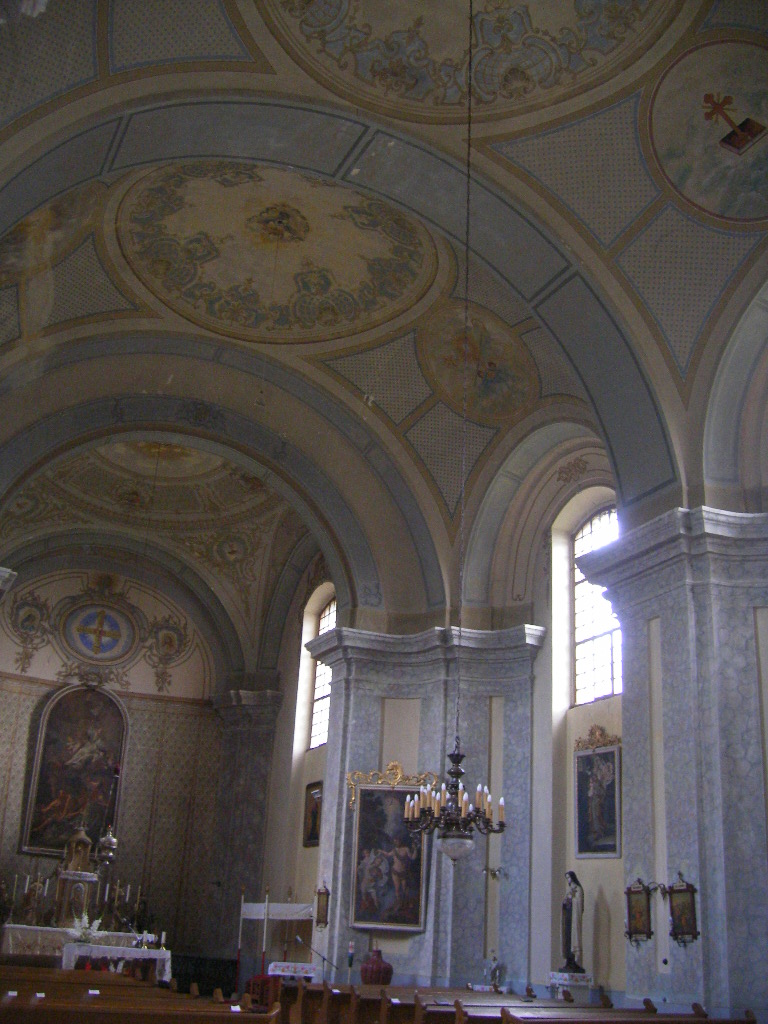
A Szent Miklós-templom belső tere
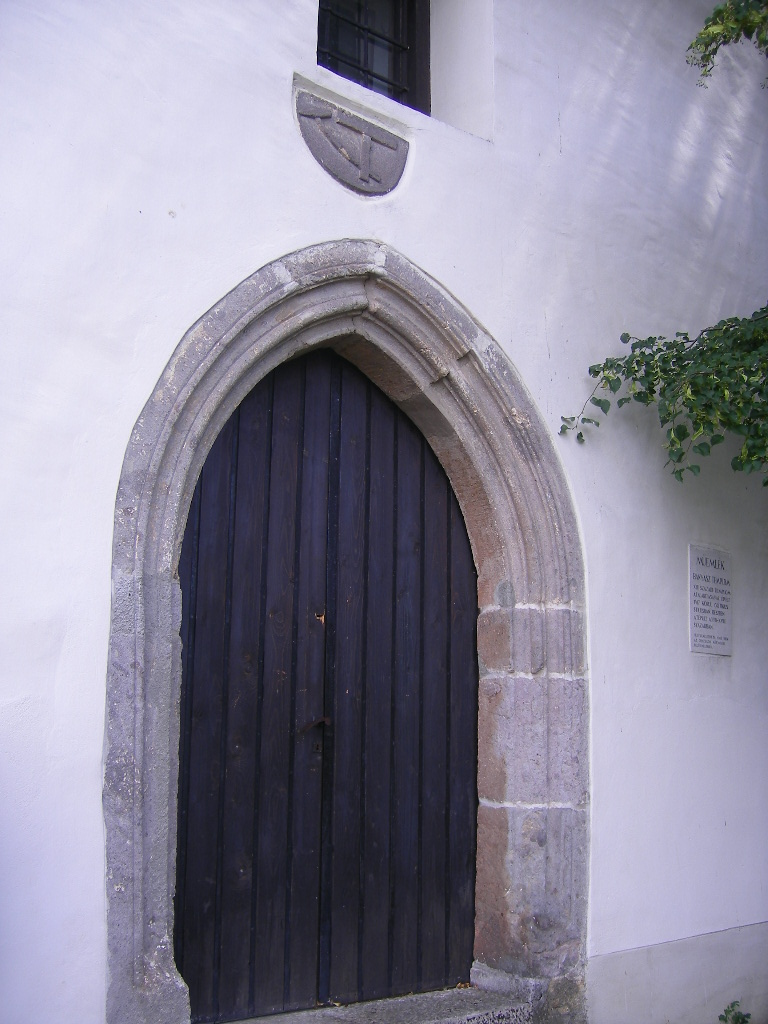
A Bányásztemplom bejárata
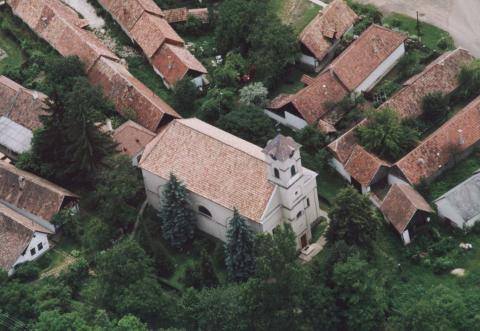
Az evangélikus templom légi felvételen
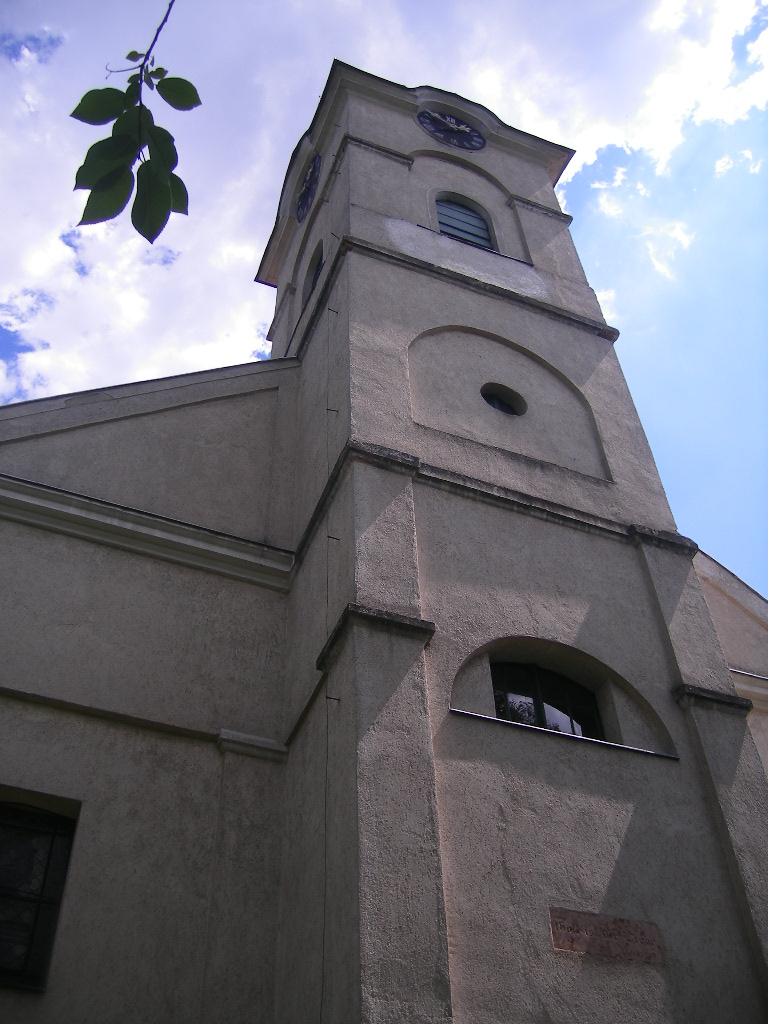
Az evangélikus templom
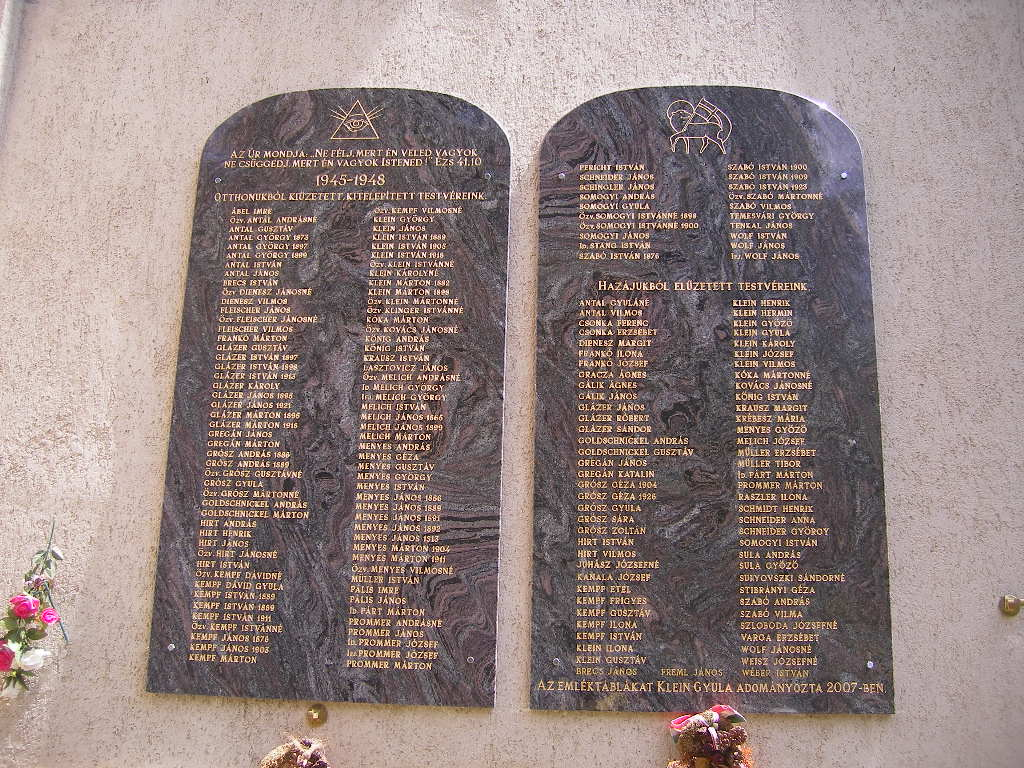
A kitelepítettek emléktáblája az evangélikus templom falán
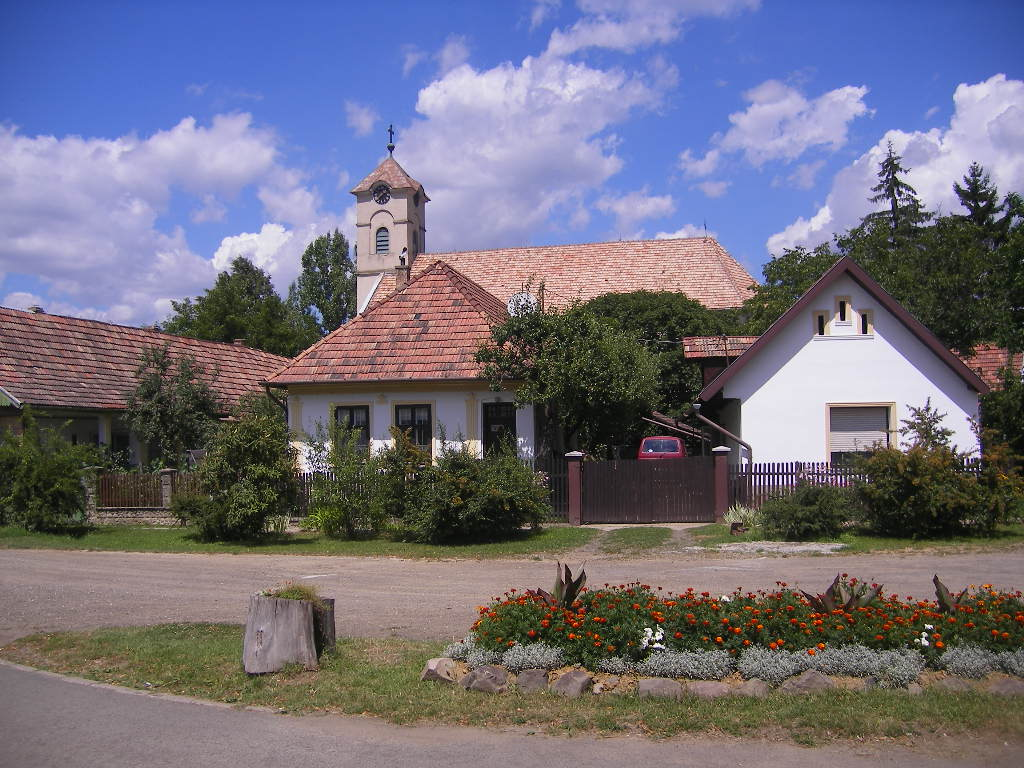
Hunyadi tér, háttérben az evangélikus templom
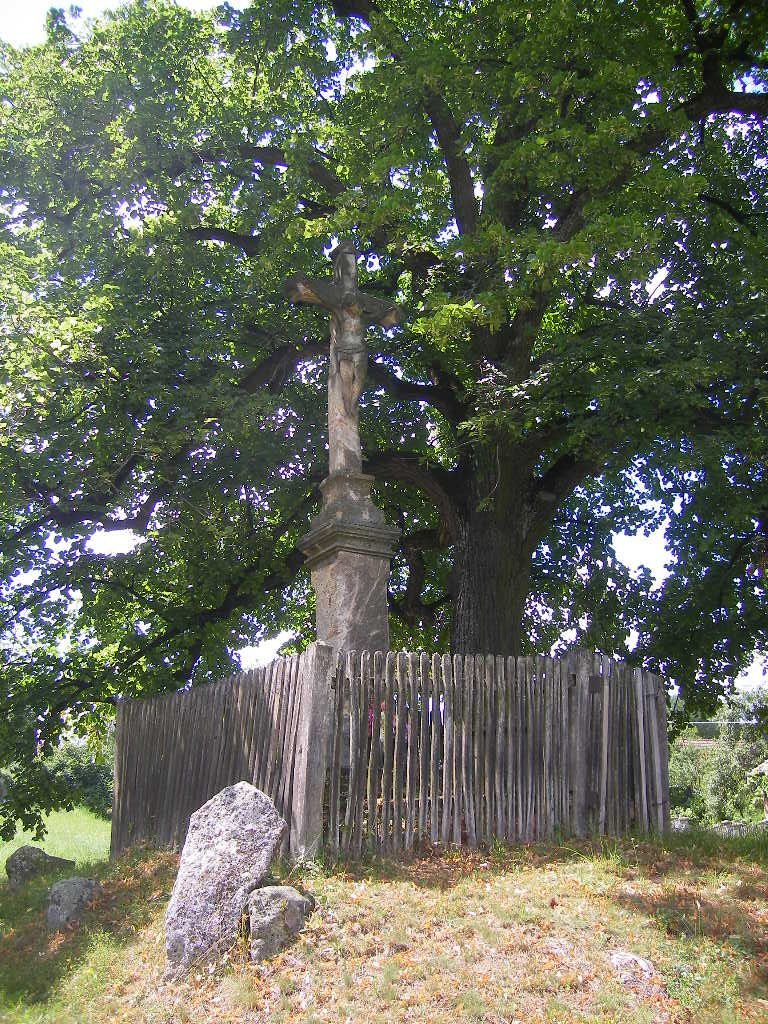
Feszület a Szent Miklós-templom mellett
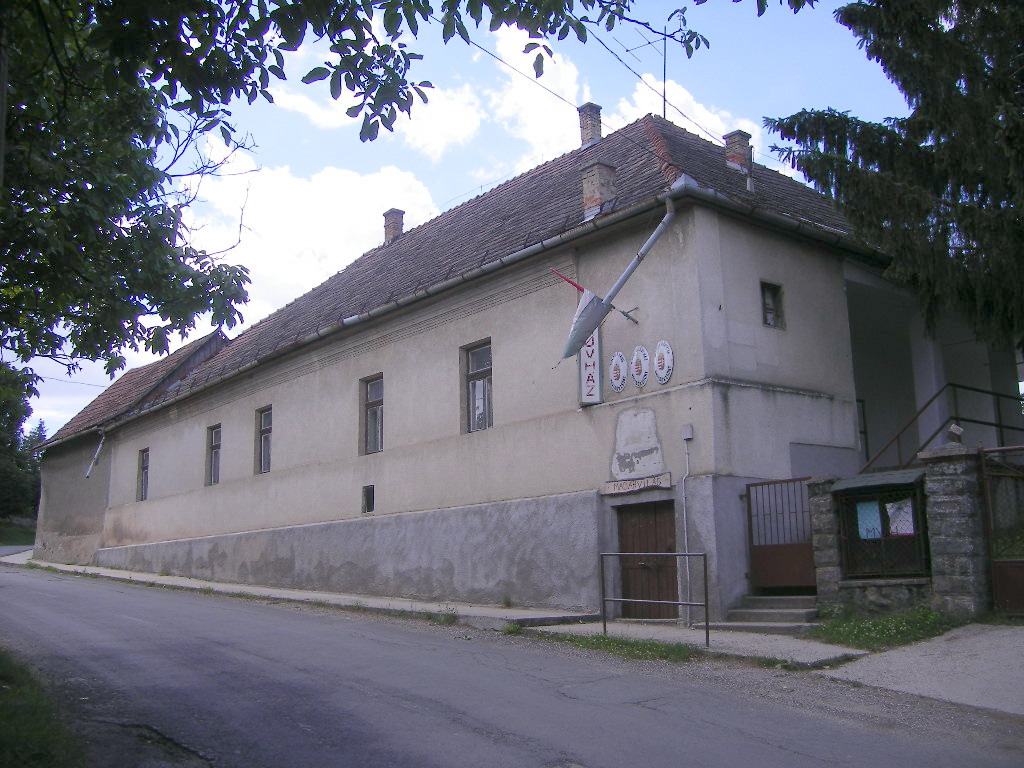
Művelődési ház
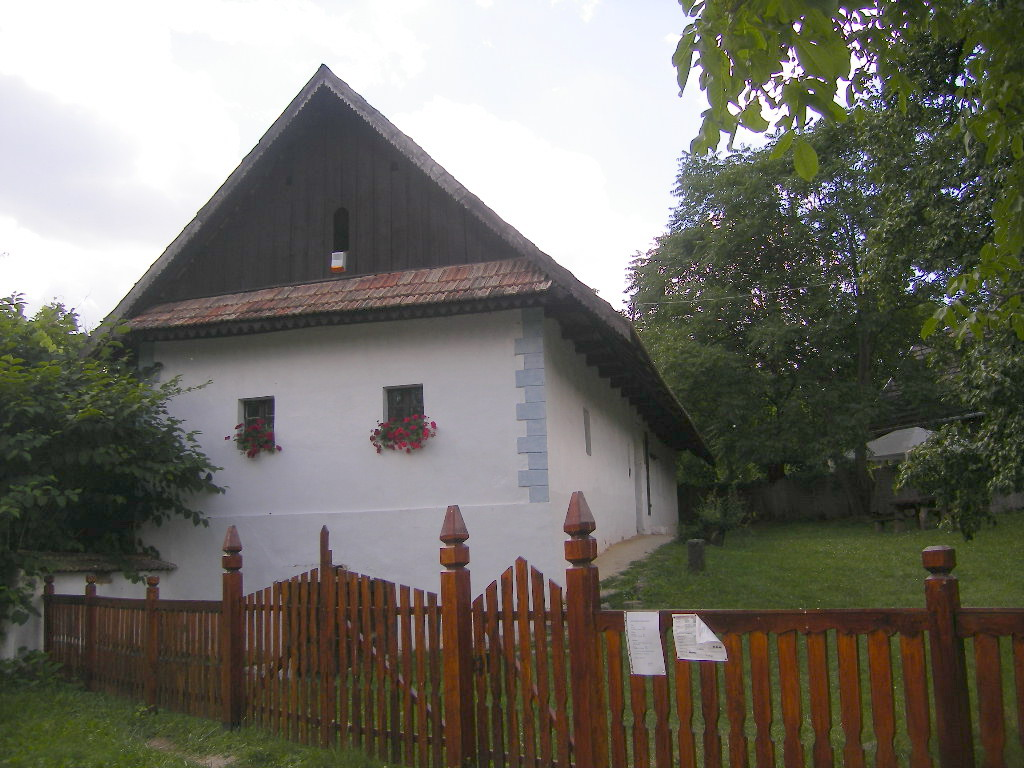
Tájház
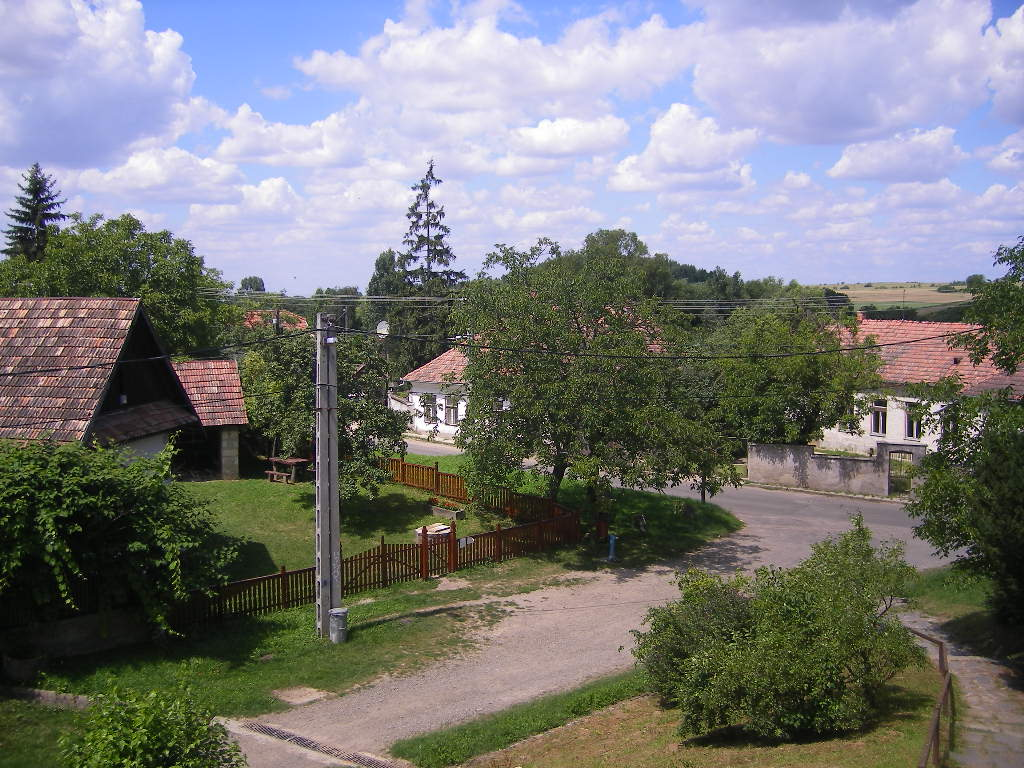
József Attila utca
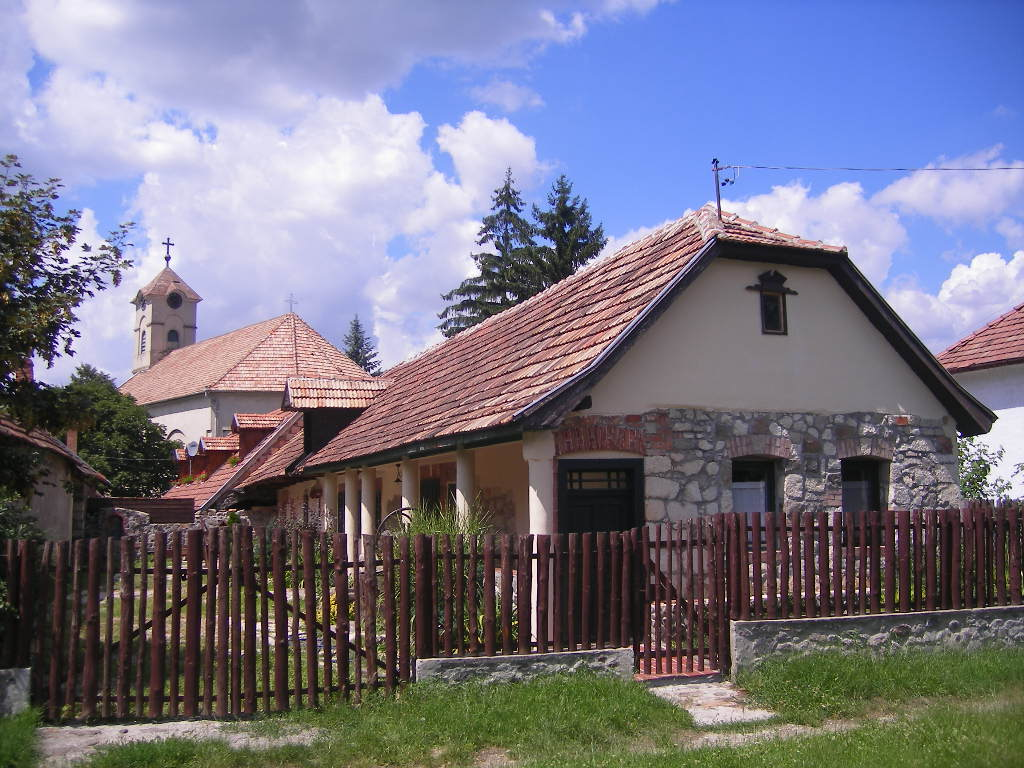
Hunyadi tér